# بروس هوتون (سياسي)
بروس هوتون هو سياسي كندي، ولد في 2 يوليو 1946.